# امپراتور مینگ جین
امپراتور مینگ جین (۲۹۹ الی ۱۸ اکتبر ۳۲۵) با نام شخصی سیما شائو و نام محترم دائوجی، دومین امپراتور جین شرقی پس از پدرش جین یوان‌دی بود. امپراتور مینگ بزرگترین پسر پدرش بود. پس از او سلطنت به بزرگترین پسرش سیما یان رسید.